# Arrive Having Eaten
Arrive Having Eaten es un EP de la banda de rock indie Pinback.

## Listado de canciones
1. "Sleep Bath" – 3:24
2. "Anti-Hu (versión)" – 4:12
3. "Hohum" – 3:39
4. "Seville (versión)" – 4:16